# François Barcelo
Pour les articles homonymes, voir Barcelo.
François Barcelo, né le 4 décembre 1941 à Montréal et mort le 25 mai 2025, est un publicitaire et écrivain québécois.

## Biographie

### Famille et enfance
François Barcelo descend de Gérard Barsalou colon français natif d'Agen (Lot-et-Garonne), qui est venu s'installer à Montréal, Nouvelle-France, en 1690. Il a par ailleurs pour ancêtre Jacob Barsalou alias Jacob Barcelo (1789-1873), célèbre chef patriote de la Rébellion de 1837 qui a opposé les colons du Bas-Canada aux Britanniques. À partir de lui, la lignée Barsalou devient « Barcelo ».
La mère de François Barcelo est une écrivaine.
Durant son adolescence, celui-ci remporte un prix littéraire à un concours de jeunes auteurs organisé par Radio-Canada. Il écrit aussi deux romans qui sont finalistes du Prix du Cercle du livre de France, mais qui ne sont pas publiés.
Plus tard, il obtient une maîtrise en littérature française à l'Université de Montréal.

### Carrière
François Barcelo est l'auteur de plusieurs romans pour adultes, d'essais, de romans pour la jeunesse ainsi que de deux recueils de nouvelles. Il a remporté le prix du Gouverneur général avec La Fatigante et le Fainéant. Son roman Cadavres, qui lui a permis de devenir le premier Québécois à être publié dans la célèbre Série noire de Gallimard, a été adapté au grand écran en 2008 par le cinéaste Érik Canuel.

#### Publicitaire
Avant de se consacrer entièrement à la littérature en 1988, François Barcelo exerce la profession de publicitaire; entre autres, il est vice-président de la compagnie J. Walter Thompson.

#### Écrivain
François Barcelo publie son premier ouvrage, intitulé Agénor, Agénor, Agénor et Agénor, en 1981.
Il est membre du conseil d'administration du Salon du livre de Montréal, évènement littéraire annuel.
Certaines de ses œuvres sont traduites en italien, anglais ou coréen.

### Mort
La mort de François Barcelo a été confirmée à Radio-Canada info par sa fille Valérie, qui affirme que le départ de son père a été soudain, lui qui au début du mois de mai 2025 semblait toujours dans une forme « resplendissante ».

## Récompenses
- 1991 - Deuxième prix du Concours de nouvelles de Radio-Canada pour Le Héros de Bougainville
- 1997 - Nomination pour le Prix du Gouverneur général, La Face cachée des pierres
- 1999 - Grand Prix littéraire de la Montérégie
- 2002 - Finaliste au Prix Saint-Pacôme du roman policier pour L'Ennui est une femme à barbe
- 2003 - Grand Prix littéraire de la Montérégie
- 2005 - Prix TD de littérature canadienne pour l’enfance et la jeunesse, Le Nul et la chipie
- 2008 - Finaliste au Prix Saint-Pacôme du roman policier pour Chroniques de Saint-Placide-de-Ramsay
- 2014 - Finaliste au Pric Hackmack du roman jeunesse , La suppléante et le décrocheur

## Œuvres
- 2001 : Écrire en toute liberté, Éditions Trois-Pistoles, Québec.

### Romans
- 1981 : Agénor, Agénor, Agénor et Agénor, Montréal, Les Quinze ; réédition, version définitive, Montréal, Bibliothèque québécoise, 2006
- 1981 : La Tribu, Montréal, Libre Expression ; réédition, Montréal, Bibliothèque québécoise, 1998
- 1982 : Ville-Dieu, Montréal, Libre Expression ; réédition, Montréal, Bibliothèque québécoise, 1999
- 1986 : Aaa, Aâh, Ha ou les amours malaisées, Montréal, L'Hexagone
- 1989 : Nulle Part au Texas, Montréal, Libre Expression
- 1989 : Les Plaines à l'envers, Montréal, Libre Expression
- 1990 : Je vous ai vue, Marie, Montréal, Libre Expression
- 1991 : Le Voyageur à six roues, Montréal, Libre Expression
- 1991 : Ailleurs en Arizona, Montréal, Libre Expression
- 1992 : Pas tout à fait en Californie, Montréal, Libre Expression
- 1993 : De Loulou à Rébecca (et vice versa, plus d'une fois) (sous le pseudonyme d'Antoine Z. Erty), Montréal, Libre Expression
- 1994 : Moi, les parapluies…, Montréal, Libre Expression ; réédition, Paris, Gallimard, coll. « Série noire » no 2547, 1999
- 1996 : Vie de Rosa, Montréal, Libre Expression
- 1997 : Vie sans suite, Montréal, Libre Expression
- 1998 : Cadavres, Paris, Éditions Gallimard, coll. « Série noire » no 2513 ; réédition, Paris, Gallimard, coll. « Folio policier » no 264, 2002
- 2000 : Tant pis, Montréal, VLB Éditeur
- 2000 : Une histoire de pêche, Copenhague, Gyldendal Kaleidoscope, coll. « Fiction française »
- 2000 : Chiens sales, Paris, Éditions Gallimard, coll. « Série noire » no 2589
- 2001 : L'ennui est une femme à barbe, Paris, Éditions Gallimard, coll. « Série noire » no 2626
- 2001 : J'enterre mon lapin, Montréal, VLB Éditeur ; réédition, texte revu et enrichi avec illustrations d'Agathe Bray-Bourre, Montréal, Del Busso, 2012
- 2003 : Route barrée en Montérégie, Montréal, Libre Expression
- 2005 : Bossalo, Montréal, XYZ Éditeur
- 2006 : Bonheur Tatol, Montréal, XYZ Éditeur
- 2007 : Chroniques de Saint-Placide-de-Ramsay, Paris, Fayard, coll. « Fayard noir »
- 2008 : Petit Chien pas de pattes, Marseille, L'Écailler
- 2010 : Fantasia chez les Plouffe, Paris, La Branche, coll. « Suite noire »
- 2010 : Le Seul Défaut de la neige, Montréal, Les Éditions XYZ
- 2011 : J'haïs le hockey, Montréal, Les 400 coups
- 2012 : J'haïs les bébés, Montréal, Les 400 coups
- 2013 : J'haïs les vieux, Montréal, Les 400 coups
- 2014 : J'haïs les Anglais, Montréal, Les 400 coups

### Nouvelles
- 1992 : Longues Histoires courtes, Montréal, Libre Expression
- 2004 : Rire noir, Montréal, XYZ Éditeur
- 2006 : Dernier soir sur un pont, Rougier éditions, Soligny la trappe.

### Jeunesse
- ---- : Momo de Sinro (série, dix titres), Montréal, Québec Amérique
- ---- : Petit Héros (série, six titres), Montréal, Les 400 coups
- 1999 : Pince-nez le crabe en conserve, Montréal, Éditions Pierre Tisseyre
- 2004 : Le Nul et la Chipie, Saint-Lambert, Soulières éditeur
- 2005 : Les Pas de mon papa, Montréal, Éditions Imagine
- 2006 : La Fatigante et le Fainéant, Saint-Lambert, Soulières éditeur
- 2006 : Les Mains de ma maman, Montréal, Éditions Imagine.

## Adaptation cinématographique
En 2008, son roman paru dans la collection Série noire, Cadavres, est adapté au cinéma par Érik Canuel.